# Juan Díaz Pardeiro
Juan Díaz Pardeiro (n.12 de maig de 1976), més conegut com a Juan Díaz, és un actor espanyol de cinema, televisió i teatre.

## Biografia
Va debutar com a actor en 1995, tant en cinema com en televisió participant en un episodi d'Hermanos de leche i amb un petit paper en la pel·lícula Dile a Laura que la quiero. El 1998 va obtenir els seus primers papers recurrents, de nou en televisió. A La vida en el aire interpretava a Charly mentre que a A las once en casa va encarnar el paper de Luis durant diverses temporades.
Posteriorment la seva carrera es va centrar en el cinema apareixent en les pel·lícules El corazón del guerrero (1999), Báilame el agua (2000), Gente pez (2001) o No debes estar aquí (2002).
El 2004 va tornar a la pantalla petita com a membre habitual del repartiment de la sèrie Aquí no hay quien viva on interpretava a Álex Guerra Ruiz encara que va continuar apareixent en diversos llargmetratges com La dama boba de Manuel Iborra (2006), Anastezsi de Miguel Alcantud (2007) o 3:19 de Dany Saadia (2008).
El 2011, es va integrar en el repartiment de la sèrie de Telecinco Punta Escarlata i al serial Amar en tiempos revueltos on va donar vida al personatge de Julio Segura durant prop de dos-cents episodis.
En 2014, apareix com Samuel en la sèrie de Televisió Espanyola Cuéntame cómo pasó encarnant a un company de treball del fill gran de la família Alcántara.

## Premis i nominacions
En 1999, va obtenir el Premi Unión de Actores a la millor interpretació secundària de teatre per Shopping and Fucking També fou nominat als premis Max per aquesta mateixa obra de teatre.
El 2009 va ser nominat per la Unión de Actores per Sin tetas no hay paraiso, en la categoria d'actors de repartiment de televisió.

## Filmografia
Televisió
- La caza. Monteperdido (2019) com Gaizka
- El final del camino (2017) com Raimundo de Borgoña
- Cuéntame cómo pasó (2014-2018) com Samuel
- La que se avecina (2014) com Juan José (episodi 94, temporada 8)
- Amar en tiempos revueltos (2011-2012)
- Punta Escarlata (2011)
- Los misterios de Laura (2011) (episodi 15)
- Sin tetas no hay paraiso (2008)
- Aquí no hay quien viva (2004-2005) com Alejandro Guerra Ruiz (42 episodis)
- Estudio 1 (2001)
- Corazón robado (2000)
- A las once en casa (1998-1999)
- La vida en el aire (1998)
- Turno de oficio: Diez años después (1996)
- Canguros (1996)
- Hermanos de leche (1995)
- Lucrecia (1995)

Cinema
- Sexykiller, morirás por ella (2008)
- 3:19 (2008)
- Anastezsi (2007)
- La dama boba (2006)
- Noviembre (2003)
- No debes estar aquí (2002)
- Gente pez (2001)
- Báilame el agua (2000)
- El corazón del guerrero (1999)
- Em dic Sara (1998)
- La buena vida (1996)
- Éxtasis (1996)